# Salvatore Buscemi
Salvatore Buscemi Morganti (Messina, 17 gennaio 1840 – Messina, 14 febbraio 1913) è stato un politico e giurista italiano.

## Biografia
Figlio di Francesco Buscemi e di Maria Morganti, si laureò in giurisprudenza presso l'Università di Messina. Docente di Introduzione generale allo studio delle scienze giuridiche all'Università di Messina, professore straordinario di Storia del diritto all'Università di Messina, libero docente di Economia politica all'Università di Messina, Buscemi ricoprì varie cariche politico-amministrative: fu presidente del consiglio provinciale di Messina, consigliere comunale nella stessa città. Ricoprì inoltre la carica di presidente dell'ordine degli avvocati di Messina. Fu anche membro dell'Accademia Peloritana dei Pericolanti.
Cavaliere dell'Ordine della Corona d'Italia, fu nominato senatore del Regno d'Italia nel 1909.
Suocero del giurista Michele Nunzio Crisafulli (a sua volta cugino del politico messinese Michele Crisafulli Mondìo), morì nel 1913 e fu sepolto nella cappella di famiglia nel Gran Camposanto di Messina.